# Nikša Kaleb
Nikša Kaleb (* 9. März 1973 in Metković) ist ein ehemaliger kroatischer Handballspieler. 
Nikša Kaleb, der zuletzt für den kroatischen Serienmeister RK Zagreb spielte und für die kroatische Männer-Handballnationalmannschaft auflief, wurde meist auf Linksaußen eingesetzt.
Nikša Kaleb begann mit dem Handballspiel beim RK Metković Jambo in seiner Heimatstadt. Hier debütierte er auch in der ersten kroatischen Liga. Zwar schaffte er es mit seinem Verein nie, in der Meisterschaft an Serienmeister RK Zagreb vorbeizukommen, dafür gewann er allerdings 2000 und 2001 den kroatischen Pokal sowie 2000 den EHF-Pokal; 2001 zog er noch einmal ins Finale dieses Wettbewerbs ein. 2004 allerdings gab er dem Werben des Serienmeisters Zagreb nach und wechselte zu den Hauptstädtern. Mit dem RK Zagreb gewann er 2005, 2006, 2007 sowie 2008 die nationale Meisterschaft und den Pokal. 2008 beendete Kaleb seine Karriere. 
Nikša Kaleb hat in seiner aktiven Karriere über 79 Länderspiele für die kroatische Männer-Handballnationalmannschaft bestritten. Mit seinem Land wurde er bei der Handball-Weltmeisterschaft der Herren 2003 in Portugal Weltmeister, bei den Olympischen Spielen 2004 in Athen Olympiasieger. Außerdem nahm er an der Handball-Weltmeisterschaft der Herren 2007 in Deutschland teil, belegte mit Kroatien aber nur den 5. Platz. Bei der Handball-Europameisterschaft 2008 in Norwegen wurde er mit seinem Land Vize-Europameister.